# Ноттола, Марсель
Марсель Ноттола (фр. Marcel Nottola) — французский дзюдоист, бронзовый призёр чемпионатов Франции 1963 и 1964 годов, чемпион (1959), серебряный (1957, 1958) и бронзовый (1963) призёр чемпионатов Европы, серебряный (1960) и бронзовый (1959) призёр чемпионатов Европы в командном зачёте. Выступал в полусредней (до 70 кг) и средней (до 80 кг) весовых категориях.